# Leptopsilopa nigrimana
Leptopsilopa nigrimana är en tvåvingeart som först beskrevs av Samuel Wendell Williston  1896.  Leptopsilopa nigrimana ingår i släktet Leptopsilopa och familjen vattenflugor. Inga underarter finns listade i Catalogue of Life.